# Libertad (Misamis Oriental)
Libertad  es un municipio filipino de quinta categoría, situado en la parte sudeste de la isla de Mindanao. Forma parte de  la provincia de Misamis Oriental situada en la Región Administrativa de Mindanao del Norte en cebuano Amihanang Mindanaw, también denominada Región X. 
Para las elecciones está encuadrado en el Segundo Distrito Electoral.

## Barrios
El municipio  de Libertad se divide, a los efectos administrativos, en 9 barangayes o barrios, conforme a la siguiente relación:
| - Dulong - Gimaylán | - Kimalok - Lublubán | - Población - Retablo | - Santo Niño - Tangkub | - Taytayán |

## Historia
La provincia de Misamis, creada en 1818, formaba parte de la Capitanía General de Filipinas (1520-1898). Estaba dividida en cuatro partidos. El Partido de Misamis comprendía los fuertes de Misamis y de Iligán además de Luculán e Initao.
A finales del siglo XX la isla de Mindanao se hallaba dividida en siete distritos o provincias, uno de los cuales era el Distrito 2º de Misamis, su capital era la villa de Cagayán de Misamis y del mismo dependía la comandancia de Dapitan. Uno de sus pueblos era El Salvador poblado por  6,640 alamas, incluyendo sus visitas de Alubijid, Initao y Naauan.

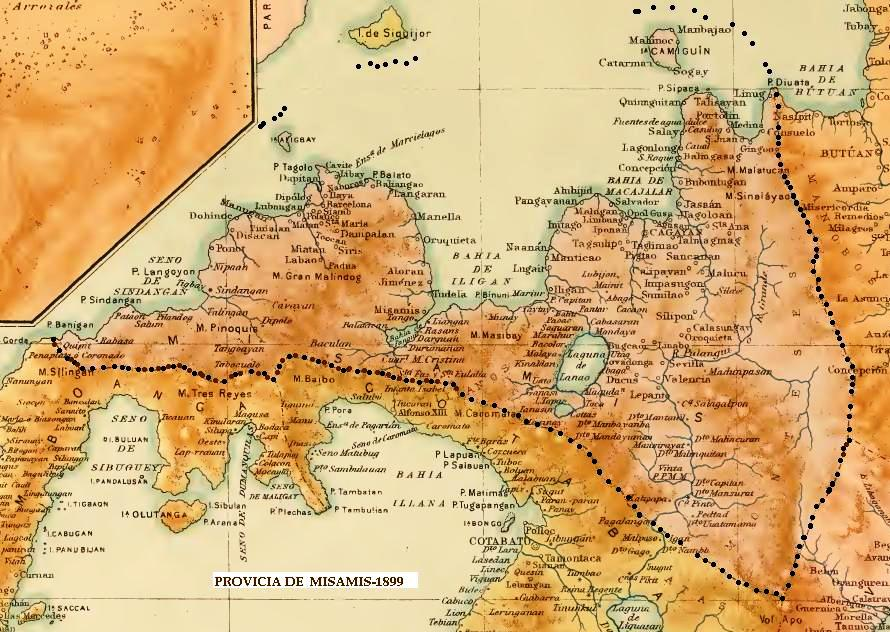
El Distrito 2º de Misamis en 1899.

A principios del siglo XX, durante la ocupación estadounidense de Filipinas, Initao fue uno de los 15 municipios que formaban la provincia de Misamis.
El 26 de octubre de 1953 fue creado el municipio de Libertad formado por los siguientes barrios: Pertenecientes al  municipio de Initao:  Barrios de Libertad, donde se sitúa el nuevo ayuntamiento y de Himay-lan con los sitios de Taboo, Upper Himaylan, Ritablo, Kamaca, Lobloban, Bitaogon, Pinamagsalan, Ulab, Kilangit y Quezon. Pertenecientes al  municipio de Alubijid: Barrios de Matangad y de Paugayawan con los sitios de  Dolong y Tala-o.